# キリスト教愛真高等学校
キリスト教愛真高等学校（キリストきょうあいしんこうとうがっこう）は、島根県江津市にある私立の全日制普通科・全寮制・男女共学の高等学校。無教会主義系列で、キリスト教学校教育同盟の加盟校でもある。1988年開校。

## 概要
1985年、内村鑑三の弟子である、高橋三郎が「人は何のために生きるのか」という、人間の根本問題を教育の中心とした学校の設立を提唱したのが始まり。
少人数・全寮制により、平和を愛する国際的精神を備えた人間形成をめざして、聖書に基づく全人教育を行っている。

## 沿革
- 1988年
  - 1月 - 学校法人キリスト教愛真高等学校が認可され、初代理事長に多田昌一 (日本キリスト教婦人矯風会山陰支部長である多田さや子の夫[2]) 就任。
  - 4月 - 開校式（初代校長 渡辺晴季)   基督教独立学園高等学校、愛農学園農業高等学校と姉妹校締結
- 1989年
  - 3月 - 第1回愛真アートフェスティバル（文化祭）、第3回からは9月に実施している
- 1991年
  - 4月 - 西田潔、第2代校長に就任
  - 6月 - キリスト教学校教育同盟に加盟
- 1993年4月 - 三宅登、第2代理事長に就任
- 1995年4月 - 風間文子、第3代校長に就任
- 1997年10月 - 創立10周年記念礼拝、プルム農業高等技術学校（韓国）と姉妹校締結
- 1999年1月 - 創立10周年記念事業として特別教室棟（普通教室2室、視聴覚教室）、新グラウンド竣工
- 2001年4月 - 渡邊信雄、第4代校長に就任
- 2006年4月 - 佐藤全弘、第3代理事長に就任
- 2009年4月 - 安昌美、第5代校長に就任
- 2010年6月 - 創立責任者高橋三郎召天
- 2012年
  - 8月 - 創立25周年記念事業として男子寮、女子寮、内装リフォーム
  - 10月 - 第1回ホームカミングデイ

## 教育

### 教育方針
少人数教育を行っており、詰め込み教育ではなく、自らが関心を持って取り組むことを求めている。校内への携帯電話および漫画・雑誌の持ち込みは禁止されている。

### 作業
「自分たちの生活は自分たちの手で整える」という方針により、週2回作業の時間があり、養鶏班、製パン班、菜園班、園芸班、リサイクル班、修繕班、水田山林班、保存食品班に分かれて、それぞれの作業を行う。また、朝昼晩の食事すべてを、生徒が用意する。

### 礼拝
朝夕に礼拝が行われており、朝拝は教員が、夕拝は生徒が輪番制で礼拝を行う。

### 平和学習
- 1年 広島平和学習[7]
- 2年 呉・大久野島平和学習[7]（大久野島毒ガス資料館訪問など）
- 3年 沖縄修学旅行[7]（米軍普天間飛行場移設反対派の拠点テントへの訪問[8]など）

#### 韓国研修旅行と慰安婦問題への取り組み
上記の平和学習のほか、毎年春休みに希望者を募り、日本統治時代のことを学んだり、ナヌムの家を訪問して元慰安婦の話を聞いたり、板門店を見学したりする韓国への研修旅行も実施している。
挺対協初代代表で韓国梨花女子大学英文科名誉教授の尹貞玉が愛真高校を訪問し、交流を行っている。

### 芸術活動
隔週土曜には、必修クラブにあたる「全校活動」が行われており、陶芸や美術、茶道などがある。また、音楽の授業にも力を入れており、特に合唱に力を入れている。

## 行事

### AAF(Aishin Art Festival)
文化祭。二日間にかけて開催される。毎年、各学年でのクラス劇や、ミニライブが行われる。

### 大山登山
一年生全員で、鳥取県の大山の麓で一泊二日し、大山に登る。

### クリスマス礼拝・祝会
クリスマス礼拝では外部の方を招き、礼拝を行う。祝会では歌や劇を、食事とともに楽しむ。夜にはキャンドルサービスを行う。

### 卒業音楽会・感話会
卒業式前日には、卒業生を歌で送る会として卒業音楽会が行われる。感話会では、3年間で感じたことを伝える。

## 姉妹校
- プルム農業高等技術学校（韓国）
- 基督教独立学園高等学校
- 愛農学園農業高等学校

## 出身著名人
- 奥田愛基 - 一橋大学大学院生、SEALDs創設メンバー[13]
- 須澤紀信 - シンガーソングライター

## 関連書籍
- 外村民彦『みんなでつくった小さな学校: 愛真高校物語』教文館 1994年